# Hatzenbühl
Hatzenbühl là một đô thị thuộc huyện Germersheim, bang Rheinland-Pfalz, phía tây nước Đức. Đô thị Hatzenbühl có diện tích 7,76 km², dân số thời điểm ngày 31 tháng 12 năm 2006 là 2734 người.